# Westborough (Massachusetts)
Westborough is een plaats (town) in Worcester County, Massachusetts, Verenigde Staten. In 2020 had de plaats een inwonertal van 21.567.